# Peperomia nicolliae
Peperomia nicolliae är en pepparväxtart som beskrevs av G.Mathieu. Peperomia nicolliae ingår i släktet peperomior, och familjen pepparväxter. Inga underarter finns listade i Catalogue of Life.